# Voleibol als Jocs Olímpics d'estiu de 1996
Als Jocs Olímpics d'Estiu de 1996 celebrats a la ciutat d'Atlanta (Estats Units d'Amèrica) es disputaren dos competicions de voleibol, una en categoria masculina i una altra en categoria femenina. La competició se celebrà entre els dies 20 de juliol i 4 d'agost de 1996 al Omni Coliseum.
En aquesta edició feu el seu debut el voleibol platja com a esport olímpic.

## Comitès participants
Hi participaren un total de 275 jugadors, entre ells 141 homes i 134 dones, de 18 comitès nacionals diferents:
| Categoria masculina - Argentina - Brasil - Bulgària - Corea del Sud - Cuba - Estats Units - Itàlia - RF Iugoslàvia - Països Baixos - Polònia - Rússia - Tunísia | Categoria femenina - Alemanya - Brasil - Canadà - Corea del Sud - Cuba - Estats Units - Japó - Països Baixos - Perú - Rússia - Ucraïna - R.P. de la Xina |

## Resum de medalles
| Prova                       | Or | Argent | Bronze |
| Categoria masculina Detalls | Països Baixos Peter Blangé · Bas van de Goor · Mike van de Goor · Rob Grabert · Henk-Jan Held · Guido Görtzen · Misha Latuhihin · Olof van der Meulen · Jan Posthuma · Brecht Rodenburg · Richard Schuil · Ron Zwerver | Itàlia Andrea Sartoretti · Paolo Tofoli · Andrea Zorzi · Pasquale Gravina · Marco Meoni · Samuele Papi · Luca Cantagalli · Andrea Gardini · Andrea Giani · Lorenzo Bernardi · Vigor Bovolenta · Marco Bracci | RF Iugoslàvia Đula Mešter · Vladimir Batez · Goran Vujević · Andrija Gerić · Đorđe Đurić · Dejan Brdović · Žarko Petrović · Slobodan Kovač · Vladimir Grbić · Nikola Grbić · Željko Tanasković · Rajko Jokanović          |
| Categoria femenina Detalls  | Cuba Taismary Agüero · Regla Bell · Magaly Carvajal · Marlenis Costa · Ana Fernandez · Mirka Francia · Idalmis Gato · Lilia Izquierdo · Mireya Luis · Raiza O'Farrill · Yumilka Ruiz · Regla Torres                    | R.P. de la Xina Yawen Lai · Yong-Mei Cui · Wenli Pan · Ziling Wang · Yue Sun · Yan Li · Qi He · Xiaoning Liu · Yongmei Wu · Yunying Zhu · Lina Wang · Yi Wang                                                | Brasil Ana Ida Alvares · Leila Barros · Ericleia Bodziak · Hilma Caldeira · Ana Paula Connelly · Marcia Fu Cunha · Virna Dias · Ana Moser · Ana Flavia Sanglard · Helia Fofao Souza · Sandra Suruagy · Fernanda Venturini |

## Medaller
| Posició | País            | Or | Argent | Bronze | Total |
| 1       | Cuba            | 1  | 0      | 0      | 1     |
| 1       | Països Baixos   | 1  | 0      | 0      | 1     |
| 3       | Itàlia          | 0  | 1      | 0      | 1     |
| 3       | R.P. de la Xina | 0  | 1      | 0      | 1     |
| 5       | Brasil          | 0  | 0      | 1      | 1     |
| 5       | RF Iugoslàvia   | 0  | 0      | 1      | 1     |